# Rafinha (futbolista)
Marcio Rafael Ferreira de Souza Cunha (Londrina, 7 de septiembre de 1985), más conocido como Rafinha, es un exfutbolista brasileño nacionalizado alemán que jugaba de defensa.

## Trayectoria

### Comienzos
Rafinha comenzó su carrera futbolística a la edad de siete años, jugando para Gremio Londrinense, un equipo de fútbol sala de su ciudad natal de Londrina, en Paraná. A la edad de doce años, había comenzado a entrenar con un club de fútbol local, el PSTC, y posteriormente, en 2001, a la edad de 16 años, firmó por Londrina Esporte Clube. Antes de terminar su primer año como jugador de aquel club fichó por el Coritiba Foot Ball Club. Aunque ello implicaba el tener que trasladarse cientos de kilómetros desde su ciudad natal, Coritiba permitiría a Rafinha mostrar su talento a nivel nacional.

### Coritiba
Jugando en Coritiba, Rafinha fue convocado para la selección sub-20 de Brasil y jugó la Copa Mundial de Fútbol Juvenil de 2005 en Países Bajos. Durante el torneo, Rafinha marcó dos goles y jugó un papel importante en la consecución de Brasil de la medalla de bronce. El rendimiento de Rafinha en el torneo llamó la atención de numerosos equipos europeos, finalmente fue el FC Schalke 04 quién se hizo con sus servicios por un montante de cinco millones de euros, firmando un contrato por cuatro años.

### Genoa
El 4 de agosto de 2010 Rafinha fichó por el club italiano Génoa, que disputa la Serie A, por 9 millones de euros, firmando así un contrato con la entidad italiana de cuatro temporadas. En su única temporada en el club genovés jugó 37 partidos y marcó 2 goles.  Debido a que el Génoa no no llegó a pagar la cuota de transferencia a tiempo, el antiguo club de Rafinha, Schalke demandó al club a través del Tribunal de Arbitraje Deportivo (CAS).

### Bayern de Múnich

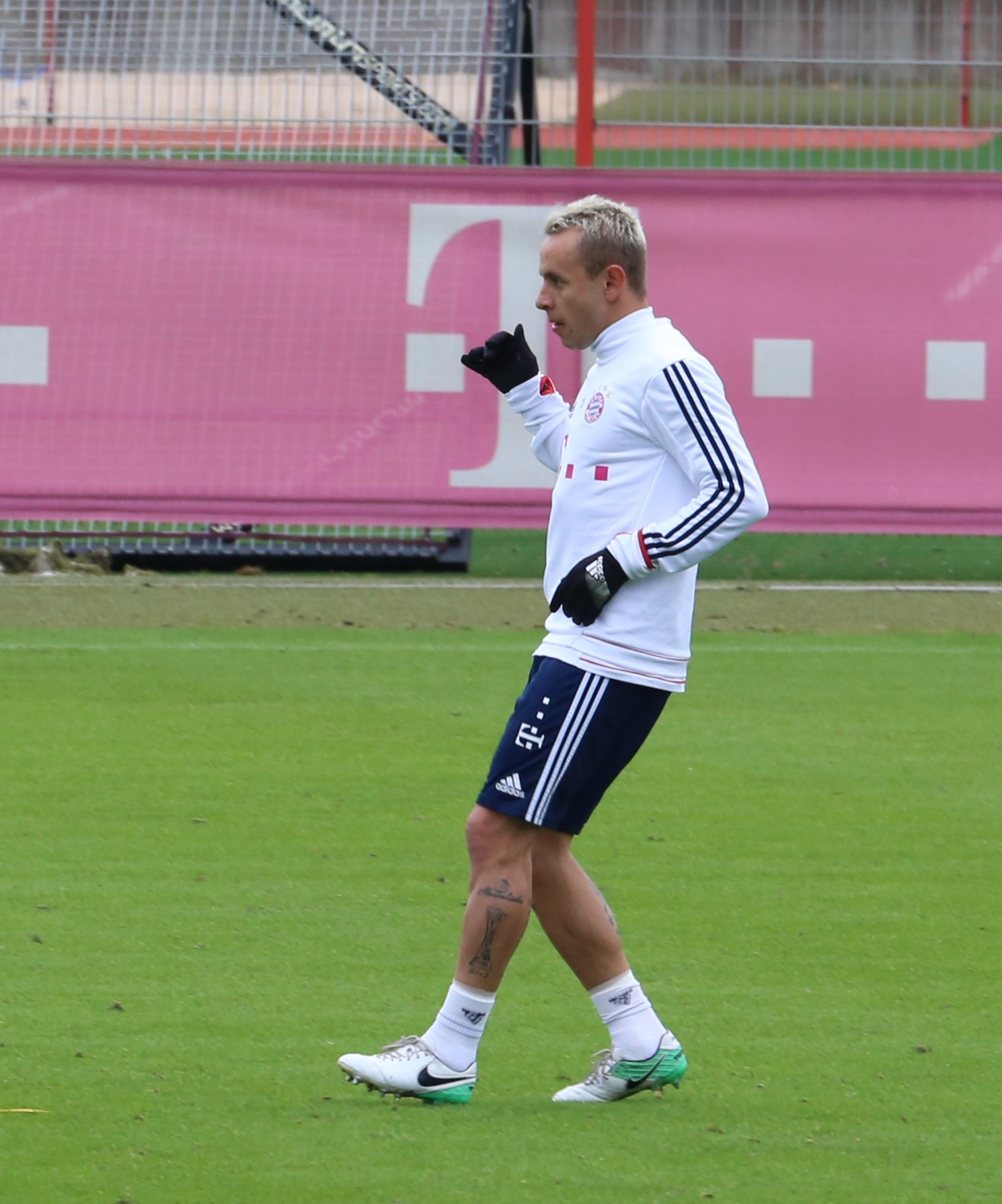
Rafinha en el Bayern de Múnich, 2018.

Tras su paso por Italia, el 1 de junio de 2011 se confirmó su vuelta a Alemania para jugar en el Bayern de Múnich. Rafinha firmó un contrato de tres años y los informes dicen que el Bayern pagó € 5,75 millones por la totalidad de la pase.
Anotó su primer gol para el Bayern el 14 de septiembre de 2011 en la victoria 2-0 contra el Villarreal CF en la Champions League. Marcó su primer en la Bundesliga el 20 de octubre de 2012 al ingresar desde el banco de los suplentes a los 83 minutos ante el Fortuna Düsseldorf, cuyo partido fue victoria por 5-0. Su otro gol en la liga, en la cual jugó 13 partidos, fue el 13 de abril de 2013 en la victoria por 4-0 sobre el Núremberg.
Durante la temporada 2013-14, con la llegada de Pep Guardiola Rafinha encontró más oportunidades de jugar con regularidad, debido a que Pep decidió que su compañero Philipp Lahm fuera a jugar a la mitad de la cancha. Empezó la temporada el 30 de agosto con la obtención de la Supercopa de Europa 2013. En diciembre participó de los dos encuentros válidos por el Mundial de Clubes donde el Bayern se coronaria campeón. Hizo 46 apariciones en todas las competiciones aportando una buena cantidad de asistencias a gol. Jugó la totalidad de los encuentros de la DFB-Pokal en la que el Bayern se consagró campeón por segundo año consecutivo después de derrotar a Borussia Dortmund. Además de lograr nuevamente el título de liga
Para la temporada siguiente (2014-15) el 26 de abril de 2015 ganó el tercer título de liga consecutivo con el equipo bávaro, donde fue titular con regularidad. En la temporada 2015-16 Rafinha siguió siendo tenido en cuenta. Disputó 34 partidos entre todas las competencias, de las cuales su equipo logró el campeonato de liga y copa doméstica.
Volvió a convertir un gol después de tres años en la temporada 2016-17, el 17 de septiembre de 2016 en la victoria 3-1 ante el Ingolstadt por la tercera fecha de la Bundesliga.

### Grêmio y São Paulo
Tras rescindir su contrato con el Olympiacos de El Pireo, en marzo de 2021 fue contratado por el Grêmio. El equipo bajó esa temporada a la Serie B y unos días después firmó por São Paulo F. C. para el año 2022 con opción a otro. Una vez finalizó la campaña acordó renovar su contrato hasta 2023.

### Regreso a Coritiba y retirada
Luego de 20 años regresó al club Coxa-branca, donde firmó por un año. Sin embargo, esta segunda etapa duró 85 días después de serle rescindido el contrato por viajar a Múnich sin permiso del club. Cuatro meses después, el 21 de julio de 2025, anunció su retirada.

## Selección nacional

### Copa Mundial de Fútbol sub-20 2005
Fue parte de la selección de fútbol sub-20 de Brasil entre 2002 y 2005, donde disputó 8 encuentros y marcando 2 goles. 
Disputó un partido amistoso previo a ser convocado al Copa Mundial de Fútbol Juvenil de 2005. En dicho certamen fue titular en todos los partidos del seleccionado, donde convirtió un gol de penal ante Siria en la victoria 1-0 en los octavos de final. Su otro gol se lo convirtió en el tiempo extra a Alemania en la victoria 2-1 en los cuartos de final.

### Juegos Olímpicos de Fútbol 2008

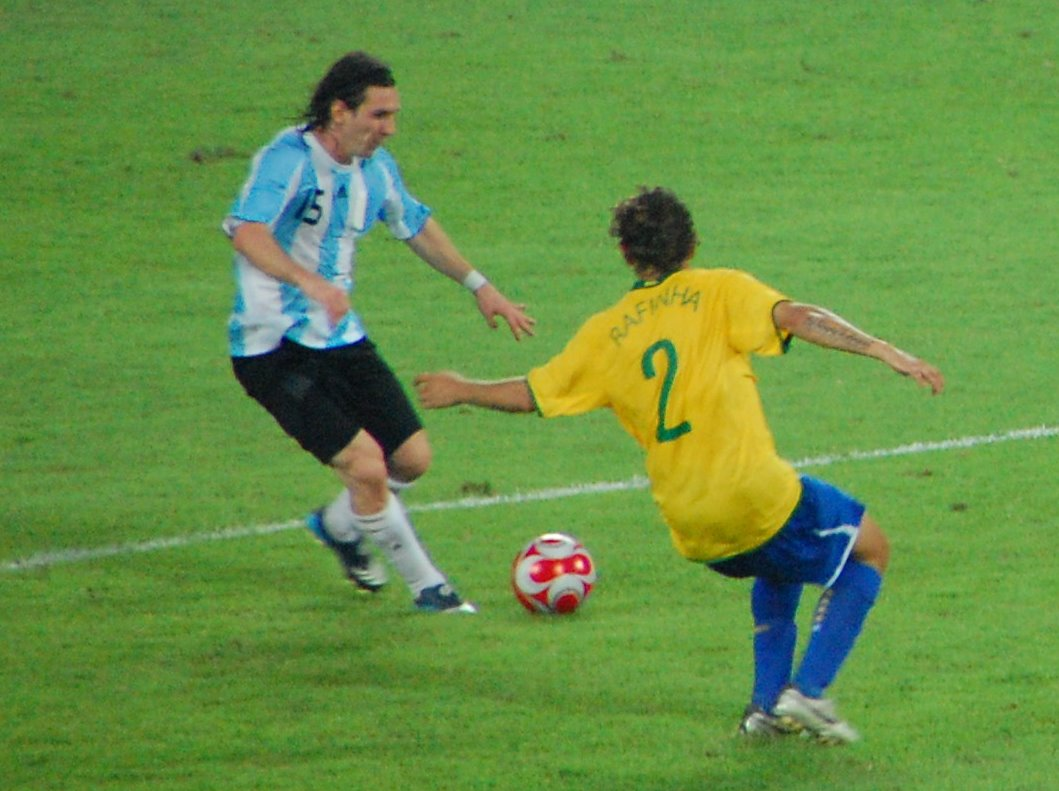
Rafinha contra Lionel Messi en el partido de Brasil vs (Pekín 2008).

En el verano de 2008 estaba involucrado en una disputa con su club sobre su participación para Brasil en los Juegos Olímpicos de Beijing 2008. El F. C. Schalke 04 junto con el Werder Bremen y el F. C. Barcelona no quería liberar a sus jugadores Rafinha, Diego y Lionel Messi respectivamente, para los Juegos Olímpicos de modo que pudieran participar en sus competiciones nacionales y europeas. El caso fue llevado a la FIFA, que dictaminó que todos los clubes deben liberar a sus jugadores menores de 23 años para los Juegos. Schalke, Werder Bremen y Barcelona, sin embargo, llevaron el caso a la Corte de Arbitraje del Deporte (CAS) que finalmente falló a favor de los clubes, declarando: "El Tribunal de Arbitraje Deportivo (TAS) ha confirmado las apelaciones presentadas por FC Schalke 04, Werder Bremen y el FC Barcelona contra la decisión emitida el 30 de julio de 2008 por el juez único de la Comisión del Estatuto del Jugador de la FIFA que por lo tanto ha sido anulado en su totalidad."
A pesar de la negativa de su club Rafinha viajó con el seleccionado sub-23 de Brasil a los Juegos Olímpicos, donde disputó 8 partidos, quedándose con la medalla de bronce. Debido a su rebeldía, el 24 de septiembre de 2008 el Schalke lo multó por una suma de 700 000 €, por haber incumplido con la decisión del club.  

### Selección absoluta
Debutó con la selección de fútbol de Brasil el 26 de marzo de 2008 en un partido amistoso contra Suecia. Ingresó a los 73 minutos y los brasileños se llevaron la victoria por 1-0.
Luego de seis años de ausencia fue convocado para el amistoso ante Sudáfrica el 5 de marzo de 2014, donde jugó todo el partido y Brasil se llevó la victoria por 5-0. En mayo de 2014 fue considerado por Luiz Felipe Scolari como uno de los futbolistas en lista de espera para ser convocados para la Copa Mundial de Fútbol de 2014.
El 17 de septiembre de 2015, el jugador fue convocado por Dunga para dos partidos de eliminatorias para la clasificación de la Copa Mundial de Fútbol de 2018. Sin embargo, cinco días después renunció a ser convocado por Brasil mediante una carta a la CBF, ya que planeaba nacionalizarse y representar a Alemania, dado que vivía en dicho país desde hacía 11 años.

### Participación en torneos con la selección
| Selección | Competición                      | Sede         | Resultado    | Partidos | Goles |
| --------- | -------------------------------- | ------------ | ------------ | -------- | ----- |
| Sub-20    | Mundial de Fútbol Sub-20 de 2005 | Países Bajos | Tercer lugar | 7        | 2     |
| Sub-23    | Juegos Olímpicos 2008            | China        | Tercer lugar | 8        | 0     |

## Estadísticas

### Clubes
Actualizado al último partido jugado en su carrera.
| Club | Div.          | Temporada     | Liga  | Liga  | Estatal | Estatal | Copas nacionales(1) | Copas nacionales(1) | Copas internacionales(2) | Copas internacionales(2) | Total | Total |
| Club | Div.          | Temporada     | Part. | Goles | Part.   | Goles   | Part.               | Goles               | Part.                    | Goles                    | Part. | Goles |
| --- | ------------- | ------------- | ----- | ----- | ------- | ------- | ------------------- | ------------------- | ------------------------ | ------------------------ | ----- | ----- |
| Coritiba F. C. · Brasil | 1.ª           | 2004          | 24    | 0     | 13      | 3       | —                   | —                   | 0                        | 0                        | 37    | 3     |
| Coritiba F. C. · Brasil | 1.ª           | 2005          | 13    | 3     | 0       | 0       | 3                   | 0                   | —                        | —                        | 16    | 3     |
| F. C. Schalke 04 · Alemania | 1.ª           | 2005-06       | 29    | 0     | —       | —       | 1                   | 0                   | 12                       | 0                        | 42    | 0     |
| F. C. Schalke 04 · Alemania | 1.ª           | 2006-07       | 31    | 2     | —       | —       | 2                   | 0                   | 2                        | 0                        | 35    | 2     |
| F. C. Schalke 04 · Alemania | 1.ª           | 2007-08       | 32    | 2     | —       | —       | 4                   | 1                   | 10                       | 1                        | 46    | 4     |
| F. C. Schalke 04 · Alemania | 1.ª           | 2008-09       | 30    | 2     | —       | —       | 3                   | 0                   | 7                        | 0                        | 40    | 2     |
| F. C. Schalke 04 · Alemania | 1.ª           | 2009-10       | 31    | 1     | —       | —       | 4                   | 1                   | —                        | —                        | 35    | 2     |
| F. C. Schalke 04 · Alemania | Total club    | Total club    | 153   | 7     | 0       | 0       | 14                  | 2                   | 31                       | 1                        | 198   | 10    |
| Genoa C. F. C. · Italia | 1.ª           | 2010-11       | 34    | 2     | —       | —       | 3                   | 0                   | —                        | —                        | 37    | 2     |
| Genoa C. F. C. · Italia | Total club    | Total club    | 34    | 2     | 0       | 0       | 3                   | 0                   | 0                        | 0                        | 37    | 2     |
| Bayern de Múnich · Alemania | 1.ª           | 2011-12       | 24    | 0     | —       | —       | 4                   | 0                   | 7                        | 1                        | 35    | 1     |
| Bayern de Múnich · Alemania | 1.ª           | 2012-13       | 13    | 2     | —       | —       | 2                   | 0                   | 2                        | 0                        | 17    | 2     |
| Bayern de Múnich · Alemania | 1.ª           | 2013-14       | 28    | 0     | —       | —       | 6                   | 0                   | 12                       | 0                        | 46    | 0     |
| Bayern de Múnich · Alemania | 1.ª           | 2014-15       | 26    | 0     | —       | —       | 4                   | 0                   | 11                       | 0                        | 41    | 0     |
| Bayern de Múnich · Alemania | 1.ª           | 2015-16       | 25    | 0     | —       | —       | 5                   | 0                   | 4                        | 0                        | 34    | 0     |
| Bayern de Múnich · Alemania | 1.ª           | 2016-17       | 20    | 1     | —       | —       | 3                   | 0                   | 5                        | 0                        | 28    | 0     |
| Bayern de Múnich · Alemania | 1.ª           | 2017-18       | 27    | 1     | —       | —       | 4                   | 0                   | 8                        | 0                        | 39    | 1     |
| Bayern de Múnich · Alemania | 1.ª           | 2018-19       | 16    | 1     | —       | —       | 4                   | 0                   | 6                        | 0                        | 26    | 1     |
| Bayern de Múnich · Alemania | Total club    | Total club    | 179   | 5     | 0       | 0       | 32                  | 0                   | 55                       | 1                        | 266   | 6     |
| C. R. Flamengo · Brasil | 1.ª           | 2019          | 20    | 0     | —       | —       | 1                   | 0                   | 9                        | 0                        | 30    | 0     |
| C. R. Flamengo · Brasil | 1.ª           | 2020          | 2     | 0     | 10      | 0       | 1                   | 0                   | 3                        | 0                        | 16    | 0     |
| C. R. Flamengo · Brasil | Total club    | Total club    | 22    | 0     | 10      | 0       | 2                   | 0                   | 12                       | 0                        | 46    | 0     |
| Olympiacos F. C. · Grecia | 1.ª           | 2020-21       | 14    | 0     | —       | —       | 0                   | 0                   | 8                        | 0                        | 22    | 0     |
| Olympiacos F. C. · Grecia | Total club    | Total club    | 14    | 0     | 0       | 0       | 0                   | 0                   | 8                        | 0                        | 22    | 0     |
| Grêmio · Brasil | 1.ª           | 2021          | 30    | 0     | 7       | 0       | 2                   | 0                   | 4                        | 0                        | 43    | 0     |
| Grêmio · Brasil | Total club    | Total club    | 30    | 0     | 7       | 0       | 2                   | 0                   | 4                        | 0                        | 43    | 0     |
| São Paulo F. C. · Brasil | 1.ª           | 2022          | 32    | 0     | 11      | 0       | 4                   | 0                   | 3                        | 0                        | 50    | 0     |
| São Paulo F. C. · Brasil | 1.ª           | 2023          | 25    | 0     | 3       | 0       | 10                  | 1                   | 7                        | 0                        | 45    | 1     |
| São Paulo F. C. · Brasil | 1.ª           | 2024          | 9     | 0     | 3       | 0       | 5                   | 0                   | 5                        | 0                        | 22    | 0     |
| São Paulo F. C. · Brasil | Total club    | Total club    | 66    | 0     | 17      | 0       | 19                  | 1                   | 15                       | 0                        | 117   | 1     |
| Coritiba F. C. · Brasil | 2.ª           | 2025          | ―     | ―     | 9       | 0       | 1                   | 0                   | ―                        | ―                        | 10    | 0     |
| Coritiba F. C. · Brasil | Total club    | Total club    | 37    | 3     | 22      | 3       | 4                   | 0                   | 0                        | 0                        | 63    | 6     |
| Total carrera | Total carrera | Total carrera | 535   | 17    | 56      | 3       | 76                  | 3                   | 125                      | 2                        | 792   | 25    |
| (1)Incluye Copa de Alemania (2005-10/2011-19), Supercopa de Alemania (2015-2017), Copa Italia (2010-11), Copa de Brasil (2019/2021) y Supercopa de Brasil (2020). (2)Incluye Liga de Campeones de la UEFA (2005-06/2007-09/2011-19), Liga Europa de la UEFA (2005-07/2008-09), Supercopa de Europa (2013), Mundial de Clubes (2013/2019) y Recopa Sudamericana (2020). |               |               |       |       |         |         |                     |                     |                          |                          |       |       |

### Selección nacional
| Selección | Año   | Amistosos | Amistosos | Amistosos | Copa Mundial | Copa Mundial | Copa Mundial | Juegos Olímpicos | Juegos Olímpicos | Juegos Olímpicos | Total | Total | Total |
| Selección | Año   | PJ        | G         | A         | PJ           | G            | A            | PJ               | G                | A                | PJ    | G     | A     |
| --------- | ----- | --------- | --------- | --------- | ------------ | ------------ | ------------ | ---------------- | ---------------- | ---------------- | ----- | ----- | ----- |
| Sub-20    | 2005  | 1         | 0         | 0         | 7            | 2            | 0            | -                | -                | -                | 8     | 2     | 0     |
| Sub-23    | 2008  | 0         | 0         | 0         | -            | -            | -            | 8                | 0                | 0                | 8     | 0     | 0     |
| Brasil    | 2008  | 1         | 0         | 0         | -            | -            | -            | -                | -                | -                | 1     | 0     | 0     |
| Brasil    | 2014  | 1         | 0         | 0         | -            | -            | -            | -                | -                | -                | 1     | 0     | 0     |
| Total     | Total | 3         | 0         | 0         | 7            | 2            | 0            | 8                | 0                | 0                | 18    | 2     | 0     |

## Palmarés

### Títulos estatales
| Título                | Equipo         | Estado             | Año  |
| --------------------- | -------------- | ------------------ | ---- |
| Campeonato Paranaense | Coritiba F. C. | Paraná             | 2004 |
| Campeonato Carioca    | C. R. Flamengo | Río de Janeiro     | 2020 |
| Campeonato Gaúcho     | Grêmio         | Río Grande del Sur | 2021 |
| Recopa Gaúcha         | Grêmio         | Río Grande del Sur | 2021 |

### Títulos nacionales
| Título                | Equipo           | País     | Año  |
| --------------------- | ---------------- | -------- | ---- |
| Supercopa de Alemania | Bayern de Múnich | Alemania | 2012 |
| 1. Bundesliga         | Bayern de Múnich | Alemania | 2013 |
| Copa de Alemania      | Bayern de Múnich | Alemania | 2013 |
| 1. Bundesliga         | Bayern de Múnich | Alemania | 2014 |
| Copa de Alemania      | Bayern de Múnich | Alemania | 2014 |
| 1. Bundesliga         | Bayern de Múnich | Alemania | 2015 |
| 1. Bundesliga         | Bayern de Múnich | Alemania | 2016 |
| Copa de Alemania      | Bayern de Múnich | Alemania | 2016 |
| Supercopa de Alemania | Bayern de Múnich | Alemania | 2016 |
| 1. Bundesliga         | Bayern de Múnich | Alemania | 2017 |
| Supercopa de Alemania | Bayern de Múnich | Alemania | 2017 |
| 1. Bundesliga         | Bayern de Múnich | Alemania | 2018 |
| Supercopa de Alemania | Bayern de Múnich | Alemania | 2018 |
| 1. Bundesliga         | Bayern de Múnich | Alemania | 2019 |
| Copa de Alemania      | Bayern de Múnich | Alemania | 2019 |
| Serie A               | C. R. Flamengo   | Brasil   | 2019 |
| Supercopa de Brasil   | C. R. Flamengo   | Brasil   | 2020 |
| Serie A               | C. R. Flamengo   | Brasil   | 2020 |
| Superliga de Grecia   | Olympiacos F. C. | Grecia   | 2021 |
| Copa de Brasil        | São Paulo F. C.  | Brasil   | 2023 |
| Supercopa de Brasil   | São Paulo F. C.  | Brasil   | 2024 |

### Títulos internacionales
| Título                       | Equipo           | Sede           | Año  |
| ---------------------------- | ---------------- | -------------- | ---- |
| Juegos Olímpicos             | Brasil olímpica  | Pekín          | 2008 |
| Liga de Campeones de la UEFA | Bayern de Múnich | Londres        | 2013 |
| Supercopa de Europa          | Bayern de Múnich | Praga          | 2013 |
| Mundial de Clubes            | Bayern de Múnich | Marruecos      | 2013 |
| Copa Libertadores            | C. R. Flamengo   | Lima           | 2019 |
| Recopa Sudamericana          | C. R. Flamengo   | Río de Janeiro | 2020 |